# Katholische Gemeinschaft Shalom
Die Katholische Gemeinschaft Shalom (portugiesisch Comunidade Católica Shalom, abgekürzt CCSh) ist eine internationale private Vereinigung von Gläubigen innerhalb der römisch-katholischen Kirche. Sie wurde am 9. Juli 1982 in Fortaleza, Ceará, Brasilien, von Moysés Louro Azevedo Filho gegründet und ist der Charismatischen Erneuerung verbunden. Am 22. Februar 2007 wurde sie vom Heiligen Stuhl anerkannt, und ihre Statuten wurden 2012 von Papst Benedikt XVI. endgültig genehmigt. Mit Hauptsitz in der Diaconia Geral in Aquiraz, Ceará, ist die Gemeinschaft in über 160 Diözesen in mehr als 40 Ländern aktiv und konzentriert sich auf die Evangelisierung von Jugendlichen durch Missionen, Veranstaltungen und Gebetsgruppen.

## Geschichte

### Gründung
Die Gemeinschaft wurde 1982 von Moysés Azevedo, damals 22 Jahre alt, gegründet, der in Fortaleza ein Café eröffnete, um junge Menschen zu evangelisieren. Diese Initiative wurde durch ein Treffen mit Papst Johannes Paul II. 1980 beim X. Internationalen Eucharistischen Kongress inspiriert, das als „Gründungsmythos“ der Gemeinschaft gilt. Azevedo bot dem Papst symbolisch sein Leben an, was zur Errichtung des ersten Shalom-Evangelisierungszentrums führte. Emmir Nogueira trat 1983 als Mitgründerin bei und unterstützte das frühe Wachstum.

### Ausbreitung und Anerkennung
Ab den 1990er Jahren wuchs die Gemeinschaft in Brasilien und international, mit Niederlassungen in Ländern wie Frankreich, Kanada und Italien. Bis 2018 war sie in über 160 Diözesen in mehr als 40 Ländern vertreten. Das **Festival Halleluya**, 1997 ins Leben gerufen, wurde zu einer zentralen Evangelisierungsveranstaltung mit jährlich großen Besucherzahlen. Die päpstliche Anerkennung erfolgte 2007, die Statuten wurden 2012 von Papst Benedikt XVI. bestätigt. 2017 wurden etwa 3.000 Mitglieder von Papst Franziskus im Vatikan empfangen.

## Struktur und Funktion
Die CCSh gliedert sich in drei Bereiche:
- Lebensgemeinschaft (CV): Etwa 1.600 Mitglieder, die in Gemeinschaftshäusern unter Gelübden von Armut, Keuschheit und Gehorsam leben.[1]
- Bündnisgemeinschaft (CA): Rund 11.000 Laienmitglieder, die das Shalom-Charisma in ihr weltliches Leben integrieren.[1]
- Werk Shalom: Ungefähr 20.000 Teilnehmer an Gebetsgruppen und Veranstaltungen ohne formelle Bindung.[1]

Der Hauptsitz, die Diaconia Geral, befindet sich in Aquiraz, Ceará. Seit 2019 betreibt die Gemeinschaft den Radiosender Shalom FM 91.7 in Fortaleza. Die Leitung liegt bei Moysés Azevedo als Moderator General, der charismatische und bürokratische Autorität vereint.

## Charisma und Spiritualität
Das Charisma der Gemeinschaft basiert auf Kontemplation, Einheit und Evangelisierung, inspiriert von der Heiligen Teresa von Ávila und dem Heiligen Franz von Assisi. Es betont eine „brautähnliche Liebe“ zu Gott und umfasst Praktiken wie die „Taufe im Geist“ und Glossolalie, die aus der Charismatischen Erneuerung stammen. Mitglieder der Lebensgemeinschaft führen ein asketisches Leben, während die Bündnisgemeinschaft diese Praktiken an den Alltag anpasst. Das Tau-Symbol wird nach zweijähriger Ausbildung übernommen.

## Soziologische Analyse
Die CCSh wird wegen ihrer Verbindung von charismatischer Führung und rationaler Institutionalisierung untersucht. Moysés Azevedo gilt als göttlich „auserwählt“, während Emmir Nogueira eine unterstützende Rolle einnimmt, was traditionelle Geschlechterdynamiken im Katholizismus widerspiegelt. Diese Struktur ergänzt und fordert Webers Theorie der Charisma-Routinisierung heraus.